# Anscharpark
Der Anscharpark ist eine Grünfläche im Stadtteil Wik der schleswig-holsteinischen Landeshauptstadt Kiel. Die Parkanlage mit den Gebäuden des ehemaligen Marine- und Garnisonslazaretts zwischen Adalbertstraße und Weimarer Straße ist ca. 62.000 m² groß. Ein großer Teil des Geländes wurde in den Jahren 2017/2018 umgestaltet, nachdem die meisten der denkmalgeschützten Pavillons abgerissen worden waren, und mit Wohnungen bebaut. Zuvor wurden dort andere Gebäude neu errichtet oder denkmalgerecht saniert, so z. B. sog. Pförtnerhaus.

## Geschichte
In Erinnerung an das früher hier gelegene Marine- und Garnisonslazarett, das ab 1950 Anschar-Krankenhaus hieß, wurde das parkähnlich angelegte Areal des Krankenhauses im Volksmund als Anscharpark bezeichnet. Das Gelände umfasste ursprünglich rund 20 Gebäude, darunter Krankenhauspavillons, Verwaltungs- und Wirtschaftsgebäude, Kesselhaus, Operations- und Badehaus, Leichenhaus, Pförtnerhaus, Kiosk, Inspektoren- und Unterbeamtenhaus, Tierstall, Kapelle und Gemüsegarten.
Die erhaltenen Gebäude des Krankenhauses sowie die Außenanlagen wurden in die Liste der Kulturdenkmale in Kiel-Wik aufgenommen.
Der Name der heute durch den Park verlaufenden Straße Im Anscharpark wurde mit Beschluss der Kieler Ratsversammlung vom 17. April 2008 festgelegt.

## Bilder

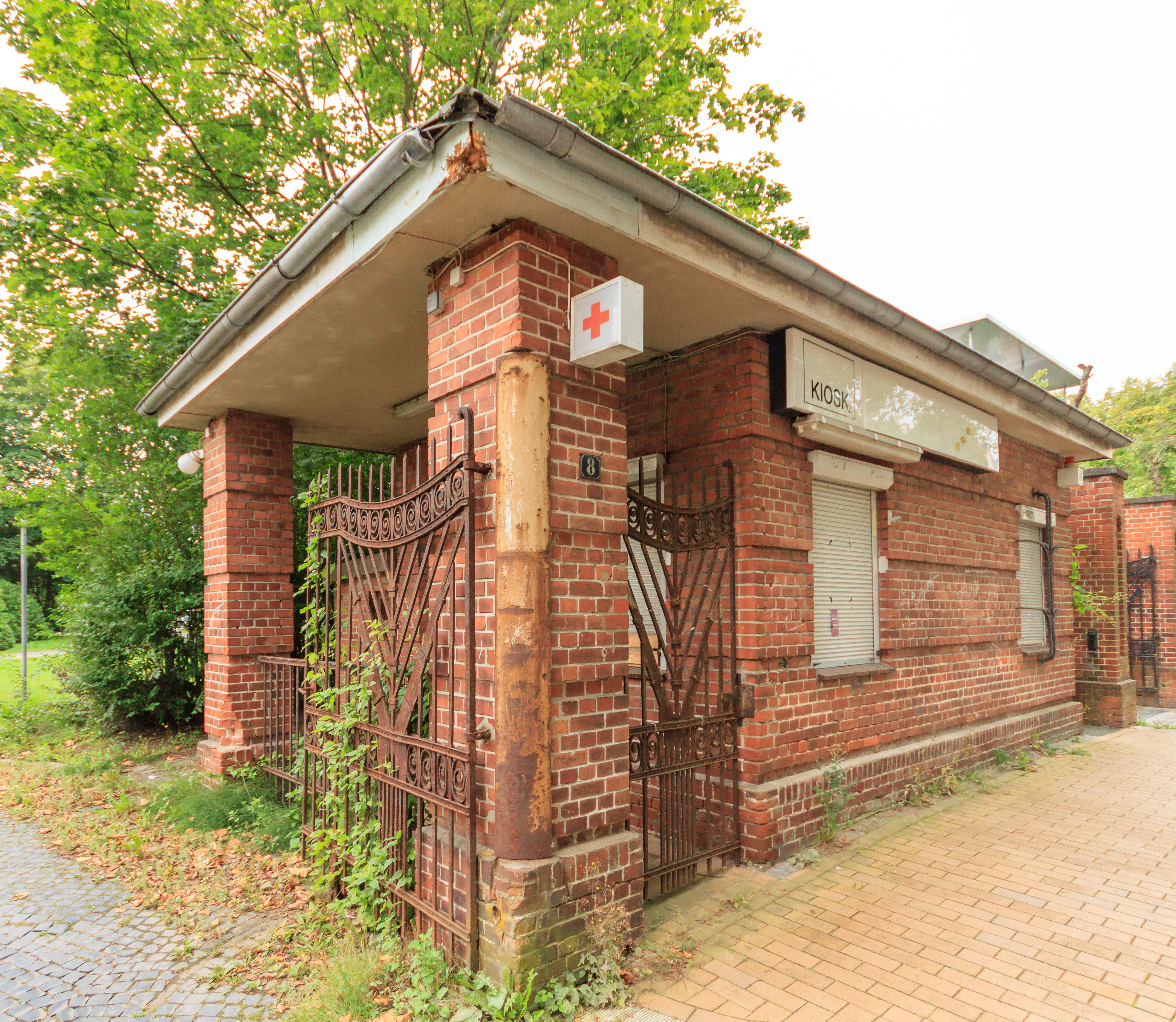
Kiosk (ehemalige Torwache) in der Weimarer Straße 8
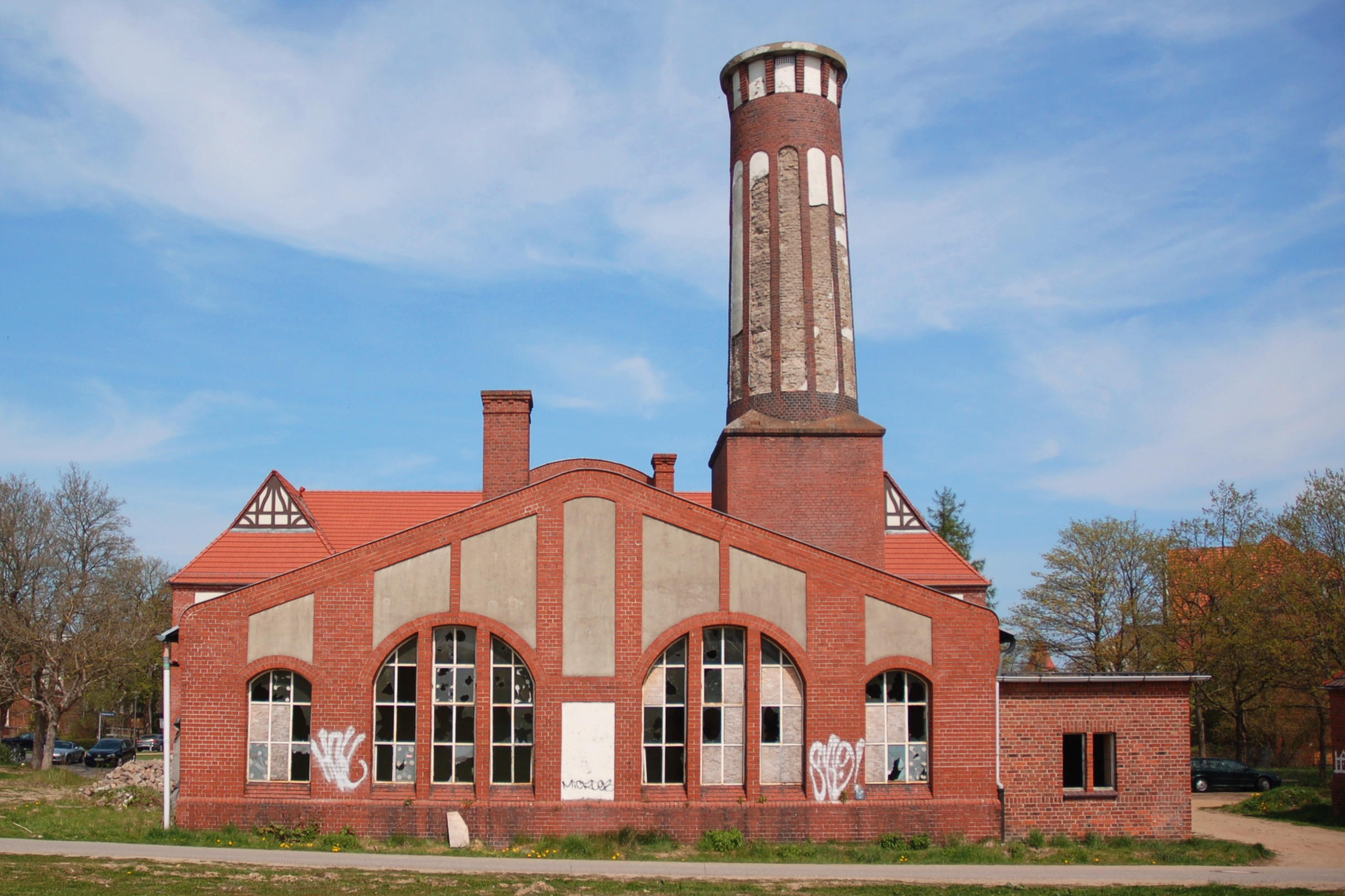
Kesselhaus des ehemaligen Marine-Garnisonslazaretts
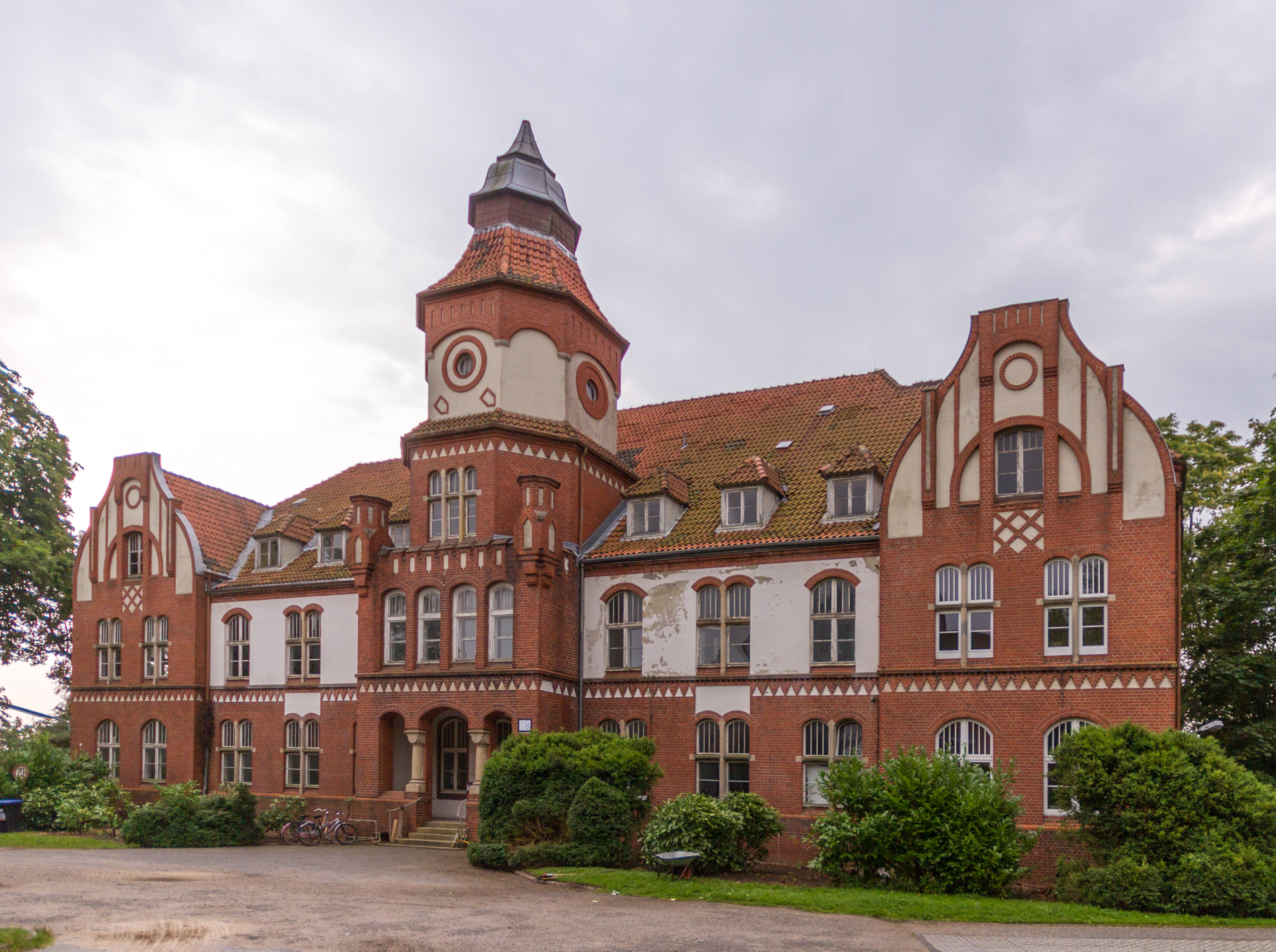
Ehemaliges Verwaltungsgebäude an der Weimarer Straße
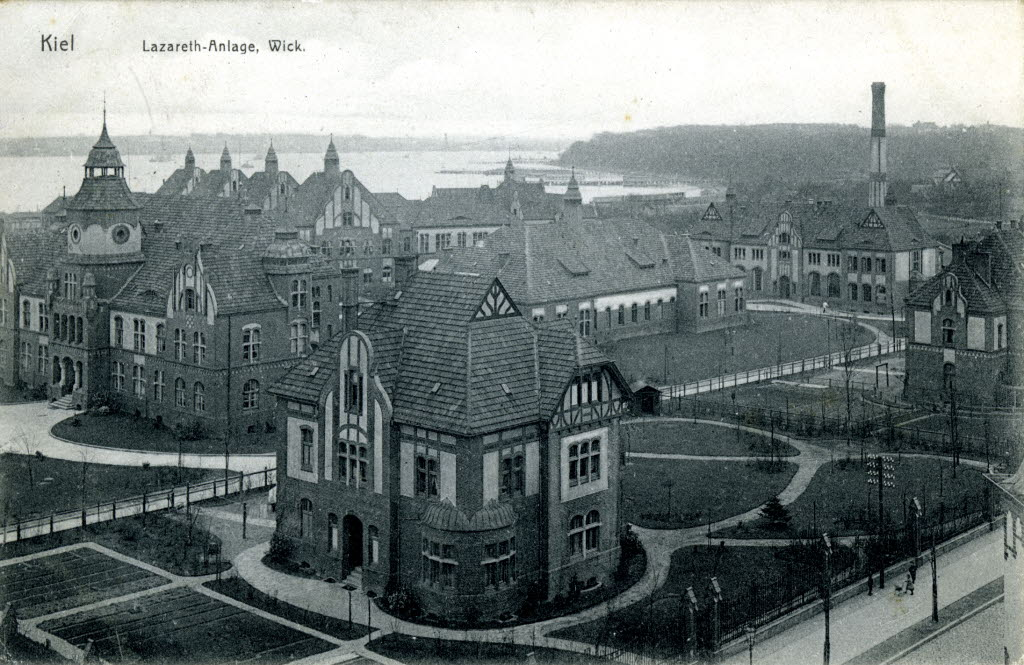
Marinelazarett in der Wik etwa 1910
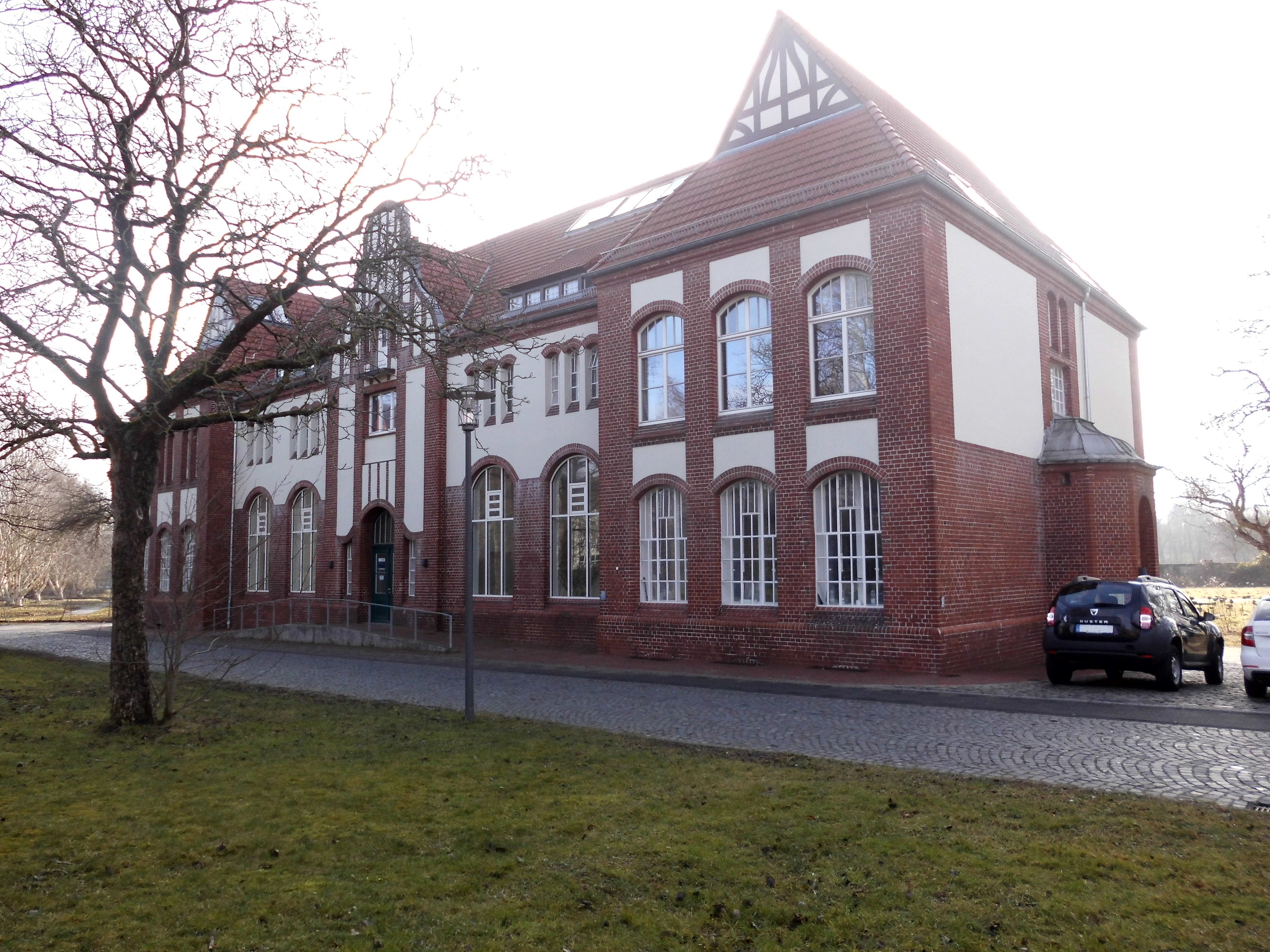
Sogenanntes Atelierhaus in der Heiligendammer Straße